# 灰燼太陽神殿
灰燼太陽神殿（Ash Ra Tempel）是德國1970年代泡菜搖滾（Krautrock）樂團中，最著名的團體之一，並對空間搖滾有著出色的開創與演出。

## 歷史
灰燼太陽神殿於1971年由吉他手Manuel Göttsching、鍵盤手兼鼓手Klaus Schulze、與貝斯手Hartmut Enke創立。三人先前在不同的團體中有過短暫的合作經驗。
樂團在1971年秋天發行首張同名專輯，此專輯受到樂評一致好評。而後，72年的Schwingungen、Seven Up與73年的Join Inn皆被認為是樂團的重要作品。較為流行取向的73年作品Starring Rosi則是以主唱Rosi Mueller來命名。
樂團的音樂被視為是極富太空漫遊式的風格。早期的專輯則是帶有迷幻搖滾的影響，並且在每張唱盤皆是一首長曲、一首強烈有力以及一首營造周遭環境氛圍。
ART於1973年2月的科隆舉辦最後一場的演唱會。
稍後，1975年錄製完Le Berceau de Cristal的原聲帶後（直到90年代才發行），ART將團名更改為Ashra，樂風轉向更富有旋律性以及搭配更高比例的合成器。在2000年，ART重組，長期的合作夥伴Klaus Schulze亦加入，發行了Friendship專輯。

## 影響
灰燼太陽神殿是後來的泡菜搖滾以及太空搖滾團體學習的榜樣之一。迷幻搖滾團體 Acid Mothers Temple 與Hash Jar Tempo皆表明受了他們極大的影響。

## 歷年作品

### 錄音室專輯
- Ash Ra Tempel (1971)
- Schwingungen (1972)
- Seven Up (credited to: Timothy Leary & Ash Ra Tempel) (1972)
- Join Inn (1973)
- Starring Rosi (1973)
- Inventions For Electric Guitar (1974)
- Le Berceau de Cristal (soundtrack) (1975)
- Friendship (2000)

### 合輯
- The Best Of The Private Tapes 2xCD (1998) (rare demo recordings)
- Schwingungen/ Seven Up (1998) (Two orig. LP's on one CD)
- Join Inn/ Starring Rosi (1998) (Two orig. LP's on one CD)

## 相關網站
- 官方網站 （页面存档备份，存于）
- Discogs （页面存档备份，存于）
- Unsung: Ash Ra Tempel （页面存档备份，存于）
- The Making Of Seven Up from April 2003 issue of Mojo magazine:
- 灰燼太陽神殿 于 Last.fm